# 馬格努斯五世
馬格努斯·埃林森（古諾斯語：Magnús Erlingsson，1156年—1184年6月15日），在挪威內戰時期曾成為挪威國王（1161年－1184年），是為馬格努斯五世。

## 生平
馬格努斯·埃林森可能出生在霍達蘭的埃特訥，是挪威貴族厄爾林·斯卡克的兒子。厄爾林·斯卡克因與奧克尼伯爵羅涅瓦爾德‧卡利‧卡洛松一同參與十字軍而獲得很高的聲譽。馬格努斯·埃林森的母親是國王西居爾一世的女兒克莉絲汀·西居爾斯多塔。馬格努斯·埃林森以西居爾一世的外孫身份於1161年被任命為國王，當時只得五歲。馬格努斯·埃林森是第一位被加冕的挪威國王。他的父親厄爾林·斯卡克獲得伯爵的頭銜，並且在馬格努斯五世未成年前為實權統治者。即使在馬格努斯五世成年之後，厄爾林·斯卡克仍然是挪威的真正統治者。
1166年，當伯爵厄爾林·斯卡克出訪丹麥時，西居爾·安赫特與他的養子奧拉夫·於扎華在奧普蘭成立了一支部隊，並讓奧拉夫·於扎華宣佈成為國王。奧拉夫·於扎華是前任國王埃斯泰因一世女兒瑪麗亞·埃斯泰因斯多塔的兒子。當厄爾林返回挪威參與鎮壓這場起義之後，奧拉夫和他的士兵在瑟呂姆的Rydjokul伏擊厄爾林。厄爾林受了傷，幾乎險些未能逃脫。1168年，奧拉夫和他的部眾向南冒險進入奧斯陸峽灣地區，但在沃勒的斯坦格戰役中被擊敗。西居爾·安赫特在戰鬥中喪生，但是奧拉夫卻逃脫並前往丹麥。
雖然馬格努斯·埃林森統治時掃除了對手哈康二世及奧拉夫·於扎華，最終他的對手斯韋雷·西居爾松來到挪威，斯韋雷·西居爾松聲稱是西居爾二世的兒子為自己奪取王位。1177年6月，斯韋雷首先率領他的士兵前往特倫德拉格，並在當地宣佈成為國王。厄爾林·斯卡克的地位因而受到損害，他於1179年在尼達洛斯外的考夫辛納被打敗。1184年6月15日，馬格努斯五世在菲麥特海戰中被打敗和被殺，幾年多的戰爭因而結束。據說，斯韋雷以一小隊船負責沖擊馬格努斯五世的艦隊，一艘一艘地沖擊，這些戰船迫使馬格努斯五世的軍隊在原本的戰船翻倒後跳到下一艘。 隨著戰鬥進行，其餘的戰船變得非常緊迫，然後因為超出負重而開始下降。據記載國王馬格努斯五世與最後一艘船一同下沉。

## 歷史背景
挪威的內戰時代不會以斯韋雷對馬格努斯五世的勝利而告終。在馬格努斯五世死後，他的兒子西居爾·馬格努森與聲稱是他的兒子的英格·馬格努森及埃林·斯泰因維格都出來聲稱擁有挪威王位繼承權。挪威的內戰時期一共延續110年。它始於1130年挪威國王西居爾一世逝世後，並在公爵斯庫勒·巴爾德森於1240年逝世而結束。
在此期間，有幾個不同規模和強度的互相連鎖衝突。這些衝突的背景是由於不明確的挪威繼承法，社會條件以及教會與國王之間的鬥爭而成。有兩個主要政黨，首先以不同的名字或根本沒有名字，但最終以牧杖黨和樺樹皮鞋黨兩派為名。其中一派會因為出現一位王子，或者是因為他們的追隨者聲稱自己是國王的私生子而集結，令現任的國王地位不穩，以反對國王統治而打擊敵對派系。

## 其他參考書目
- Snorre Sturlason, The Heimskringla: A History of the Norse Kings, vol. 3 (London: Norroena Society, 1907)
- Finlay, Alison editor and translator Fagrskinna, a Catalogue of the Kings of Norway (Brill Academic. 2004)
- Gjerset, Knut History of the Norwegian People (The MacMillan Company, Volume I. 1915)
- Heggland, Johannes Den unge kongen (Eide Forlag, 1999) （Norwegian）

| 馬格努斯·埃林森哈德拉達王朝金髮王朝的分支出生于：1156年逝世於：1184年6月15日 | 馬格努斯·埃林森哈德拉達王朝金髮王朝的分支出生于：1156年逝世於：1184年6月15日 | 馬格努斯·埃林森哈德拉達王朝金髮王朝的分支出生于：1156年逝世於：1184年6月15日 |
| 統治者頭銜                                                                   | 統治者頭銜                                                                   | 統治者頭銜                                                                   |
| ---------------------------------------------------------------------------- | ---------------------------------------------------------------------------- | ---------------------------------------------------------------------------- |
| 前任者： 英格一世 及哈康二世                                                 | 挪威國王 1161年－1184年 與哈康二世同時在任 （1161年－1162年）                | 繼任者： 斯韋雷                                                              |